# Richard Money
Richard Money, född 13 oktober 1955 i Lowestoft i England, är en före detta engelsk fotbollsspelare och var fotbollstränare i AIK mellan 2003 och 2004. Han avgick efter endast några matcher i Allsvenskan 2004. 
Moneys var mittback i Liverpool och Fulham. Han spelade även en match i Englands B-lag. Tränarkarriären började i hans första A-lagsklubb Scunthorpe United. Efter tiden i AIK gick Money till Västerås SK (2004-2005). Efter det har han varit i Newcastle United Jets (Australien, 2005-2006), Walsall (England, 2006-2008) och som akademidirektör i Newcastle United (England, 2008-2009).
Den 4 oktober 2012 tog Money över som tränare i Cambridge United FC.